# Marek Sadowski (fizyk)
Marek Jan Sadowski (ur. 1937) – polski fizyk eksperymentator, profesor nauk fizycznych, specjalista w dziedzinie fizyki plazmy i badań nad kontrolowanymi reakcjami syntezy jądrowej.

## Kariera naukowa
W 1960 ukończył studia wyższe w zakresie fizyki na Uniwersytecie Warszawskim, a w 1963 – w zakresie elektrotechniki na Politechnice Warszawskiej. Stopień doktora nauk fizycznych uzyskał w 1969 w Instytucie Badań Jądrowych, a w 1976 ten sam instytut, na podstawie rozprawy pt. „Badania wytwarzaniem, diagnostyką i utrzymaniem plazmy wysokotemperaturowej”, nadał mu stopień doktora habilitowanego nauk fizycznych. Tytuł profesora nauk fizycznych uzyskał w 1988.
Od tego czasu jest zatrudniony jako profesor w Instytucie Problemów Jądrowych przekształconym w roku 2011 w Narodowe Centrum Badań Jądrowych.
W latach 2004–2020 pracował na części etatu w Instytucie Fizyki Plazmy i Laserowej Mikrosyntezy im. Sylwestra Kaliskiego (IFPiLM) jako profesor wizytujący.
W latach 1990–1998 był członkiem międzynarodowej Grupy Roboczej UNESCO ds. zorganizowania International Centre for Dense Magnetized Plasmas (ICDPM), które zostało  oficjalnie otwarte przy IFPiLM w Warszawie w 1998. Od tamtego czasu jest członkiem Międzynarodowego Komitetu Naukowego tego centrum.
W latach 1992–2019 był promotorem 13 prac doktorskich.
Jest autorem lub współautorem ponad 400 publikacji w czasopismach naukowych o zasięgu międzynarodowym

## Zainteresowania badawcze
Jego zainteresowania naukowe obejmują badania w dziedzinie fizyki plazmy i kontrolowanej syntezy jądrowej oraz wybrane zagadnienia z dziedziny technologii plazmowych. W szczególności – opracowywanie i stosowanie w eksperymentach nowych metod diagnostyki plazmy, badania gorącej i namagnetyzowanej plazmy wytwarzanej w układach typu Plasma-Focus (PF) i Z-Pinch, badania emisji szybkich elektronów z gorącej plazmy w układach typu tokamak, a także rozwój metod wykorzystania plazmy do celów technologicznych, m.in. do modyfikacji różnych materiałów.

## Udział w pracach badawczych
Uczestniczył w wielu eksperymentach typu PF w kraju (w Świerku i Warszawie) oraz za granicą (w Stuttgarcie, Buenos Aires i Tandil), a także w eksperymentach typu tokamak (w Pradze, Cadarache i Frascati). Jest członkiem zespołów prowadzących badania na dużym układzie PF-1000 w Warszawie oraz zespołów realizujących pomiary tzw. „runaway electrons” w różnych tokamakach za granicą.

## Przynależność do organizacji naukowych
Polskie Towarzystwo Fizyczne – członek od 1967; Polskie Towarzystwo Zastosowań Magnetyzmu – członek prezydium w latach 1990–1994; Moscow Physical Society – członek w latach 1996–1998; The Institute of Physics (London, UK) – fellow od 2004.
W latach 1992–2011 przewodniczący Sekcji Fizyki Plazmy Komitetu Fizyki PAN, a po przeniesieniu tej Sekcji do Polskiego Towarzystwa Fizycznego (PTF) w 2012 – jej przewodniczący do 2017.

## Odznaczenia i nagrody
Odznaczony Złotym Krzyżem Zasługi (w 1981) oraz Krzyżem Kawalerskim (w 2005) i Oficerskim Orderu Odrodzenia Polski (w 2015).
Otrzymał trzy nagrody Państwowej Rady ds. Pokojowego Wykorzystania Energii Jądrowej: zespołową II stopnia – 1966, indywidualną II stopnia – 1970, zespołową II stopnia – 1973 oraz nagrodę zespołową Rady Atomistyki I stopnia – 1983.